# 礒部博昭
礒部 博昭（いそべ ひろあき、1955年〈昭和30年〉10月8日 - ）は、日本の外交官。2013年（平成25年）10月11日から2016年までパナマ駐箚特命全権大使を務めた。

## 経歴・人物
山口県防府市出身。1979年（昭和54年）東京外語大学英米語学科を卒業し、外務省に入省した。トゥール留学を経て、経済協力局、外務大臣官房海外広報課、中南米局、在ルーマニア日本国大使館、在ベルギー日本国大使館などで勤務。
- 1994年（平成6年）12月 駐墨大使館一等書記官
- 1996年（平成8年）1月 駐墨大使館参事官
- 1997年（平成9年）1月 外務省総合外交政策局総務課企画官
- 1997年（平成9年）4月 外務省総合外交政策局国際社会協力部地球規模問題課企画官
- 1997年（平成9年）6月 外務省大臣官房領事移住部邦人保護課長
- 1999年（平成11年）8月 外務省経済協力局国際機構課長
- 2001年（平成13年）9月 駐伊大使館参事官
- 2003年（平成15年）1月 駐伊公使
- 2005年（平成17年）8月 駐シンガポール公使
- 2008年（平成20年）11月 モントリオール総領事
- 2011年（平成23年）8月29日 外務省退職
- 2011年（平成23年）8月30日 日本貿易振興機構 理事（機械・環境産業部、対日投資部、途上国貿易開発部担当）
- 2013年（平成25年）9月30日 日本貿易振興機構 理事 任期満了 退任
- 2013年（平成25年）10月1日 外務省大臣官房付
- 2013年（平成25年）10月11日 パナマ駐箚特命全権大使[1][2][3][4][5][6]
- 2017年（平成29年）11月6日 自治体国際化協会参与[7]

## 同期
- 平松賢司（駐スペイン大使）
- 田良原政隆（退官、元駐エルサルバドル大使）
- 北岡元（駐エストニア大使）
- 横井裕（駐中華人民共和国大使）
- 花谷卓治（退官、元駐モロッコ大使）
- 伊原純一（駐フランス大使）
- 山口壯（衆議院議員）
- 大江博（駐イタリア大使）
- 宮川眞喜雄（国家安全保障局国家安全保障参与）
- 廣木重之（駐スウェーデン大使）
- 長谷川晋（八戸学院大学客員教授、八戸学院短期大学客員教授）
- 小林弘裕（駐ニュージーランド大使）
- 堀江良一（駐エリトリア大使）
- 西岡淳（帝京大学教授）
- 小川正史（KDDI顧問）
- 西村篤子（大成建設取締役、国際石油開発帝石社外取締役）
- 羽田浩二（駐フィリピン大使）
- 大澤勉（駐カメルーン大使）